# Jinhua
Jinhua (xinès: 金华市; pinyin: Jīnhuá shì), romanitzada alternativament com a Kinhwa, és una ciutat a nivell de prefectura a la província de Zhejiang, a l'est de la República Popular de la Xina. Limita amb la capital provincial de Hangzhou al nord-oest, Quzhou al sud-oest, Lishui al sud, Taizhou a l'est i Shaoxing al nord-est. Segons el cens de 2020, la seva població era de 7.050.683 habitants, incloent 1.463.990 habitants a l'àrea urbanitzada (o metropolitana) formada per dos districtes urbans (sense incloure encara la ciutat satèl·lit de Lanxi, que s'ha convertit essencialment en una branca suburbana de la principal àrea urbana de Jinhua).
Jinhua és rica en sòls vermells i recursos forestals. El riu Jinhua o Wu flueix a través del Lan i del Fuchun fins al riu Qiantang, al costat de Hangzhou, que desemboca a la badia de Hangzhou i al mar de la Xina Oriental. A la Xina medieval, formava part de la xarxa que subministrava l'aigua a l'extrem sud del Gran Canal. És coneguda pel seu pernil Jinhua curat en sec.

## Administració
La ciutat-prefectura de Jinhua administra 9 divisions a nivell de comtat, inclosos 2 districtes, 4 ciutats a nivell de comtat i 3 comtats.
| Mapa | Mapa              | Mapa         |
| --- | ----------------- | ------------ |
| Wucheng Jindong Comtat · de Wuyi Comtat de · Pujiang Comtat de · Pan'an Ciutat de · Lanxi Ciutat de · Yiwu Ciutat de · Dongyang Ciutat de · Yongkang |                   |              |
| Subdivisió | Xinès simplificat | Pinyin       |
| Districte de Wucheng | 婺城区            | Wùchéng Qū   |
| Districte de Jindong | 金东区            | Jīndōng Qū   |
| Lanxi | 兰溪市            | Lánxī Shì    |
| Yongkang | 永康市            | Yǒngkāng Shì |
| Yiwu | 义乌市            | Yìwū Shì     |
| Dongyang | 东阳市            | Dōngyáng Shì |
| Comtat de Wuyi | 武义县            | Wǔyì Xiàn    |
| Comtat de Pujiang | 浦江县            | Pǔjiāng Xiàn |
| Comtat de Pan'an | 磐安县            | Pán'ān Xiàn  |